# أوه! برودكشن
شركة أوه! برودكشن المحدودة (باليابانية: 有限会社オープロダクション، بالروماجي: Yūgen-gaisha Ō Purodakushon) هو استوديو رسوم متحركة ياباني، تأسس في مايو عام 1970 من قبل نوريو شيوياما [الإنجليزية]، كويتشي موراتا، كازو كوماتسوبارا [الإنجليزية]، كوشين يونيكاوا، ويقع مقره في سوغينامي في مدينة طوكيو.

## الأعضاء السابقين
- كازو كوماتسوبارا
- كيتارو كوساكا [الإنجليزية]
- نوريو شيوياما
- كازوهيدا توموناغا [الإنجليزية]

## اعمال الاستوديو

### أوفا أنمي
- دفيل مان: ذا بيرث (1987)
- دفيل مان: ذا ديمون بيرد (1990)

### أفلام أنمي
- فوريتن-كون [الإنجليزية] (1981)
- جارينكو تشي (1981) (مساعدة في الرسوم المتحركة)
- غاوتشي عازف التشلو (1982)
- فاير، ذين بارتلي بيغي [الإنجليزية] (1988)
- أومي دا! فونادي دا! نيكونيكو، بون (1990)
- تسوميكي نو لي [الإنجليزية] (2008)

### العاب فيديو
- تايلس أوف سمفونيا (2003)

## وصلات خارجية
- الموقع الرسمي باللغة اليابانية
- أوه! برودكشن على موقع IMDb (الإنجليزية)
- أوه! برودكشن على موقع ANN company (الإنجليزية)